# 상갈중학교
상갈중학교(上葛中學校)는 대한민국 경기도 용인시 기흥구 상갈동에 있는 공립 중학교이다.

## 학교 연혁
- 2002년 1월 5일 : 경기도립 상갈중학교 설치(조례 제3077호)
- 2002년 3월 1일 : 초대 정영주 교장 취임
- 2002년 3월 4일 : 상갈중학교 개교(7학급)
- 2003년 2월 14일 : 제1회 졸업생 44명
- 2004년 12월 7일 : 도서관 개관
- 2005년 10월 27일 : 어학실 개관
- 2006년 12월 29일 : 테마별 열린 교실 개관
- 2018년 3월 1일 : 특수학급 1학급 신설
- 2019년 9월 1일 : 제7대 소원미 교장 취임
- 2024년 1월 9일 : 제22회 졸업식 140명(총 4,069명)
- 2024년 3월 4일 : 제24회 신입생 145명 입학

## 참고 자료
- 상갈중학교 - 한국교육학술정보원 학교알리미